# Raymond Subes
Raymond Subes, né à Paris le 13 avril 1891 et mort à Étampes (Essonne) le 31 janvier 1970, est un artiste-décorateur français spécialisé en ferronnerie d'art.

## Biographie
Mobilisé pendant la Première Guerre mondiale, sergent-major dans le 29e bataillon de chasseurs à pied, il est blessé le 24 août 1914 à Audun-le-Roman. On lui décernera la croix de guerre et la médaille militaire pour avoir sauvé son capitaine blessé.
Ancien élève de l’École Boulle dont il est sorti major de sa promotion en 1910 et de l’École nationale supérieure des arts décoratifs où il suit les cours de Charles Genuys Raymond Subes est l'un des ferronniers d’art français les plus célèbres de la période Art déco. Il effectue oute sa carrière dans l'entreprise Borderel et Robert créée par Émile Robert, associé à Ernest Borderel. Il y est d'abord dessinateur (1911), puis directeur artistique (1919) et enfin directeur général jusqu'à sa mort en 1970.
Raymond Subes collabore avec les plus grands décorateurs de son époque : Jacques-Émile Ruhlmann, Léon et Maurice Jallot, Jules Leleu, Michel Roux-Spitz, Alfred Porteneuve, Jean Mayodon, Jean Dunand.
Il participe aux expositions universelles de 1925 (pavillon Corcellet, pavillon de l'Ambassade, pavillon de la société des architectes DPLG, grille d'entrée de la porte Saint-Dominique, grilles de la boutique de Mme Pangon sur le pont Alexandre III et expose au Grand-Palais)
et 1937 (Radio des artistes décorateurs, Pavillon des décorateurs, Compagnie d'électricité etc.)
Il réalise les rampes d'escalier et les balustrades du paquebot Île-de-France en 1926, puis des paquebots Lafayette (1930), L'Atlantique (1931), Le Normandie (1935), le Liberté (1950) et le France en 1962.
En 1953, il dessine une nouvelle version du Grand collier de la Légion d'honneur, ainsi que la médaille de la légion d'honneur. Il dessinera également la médaille de l'ordre des Arts et des Lettres et celle des Palmes académiques.
Il participe à de nombreux Salons des Artistes Décorateurs, et sera président pendant plusieurs années du salon des Tuileries.
Il collaborera à plusieurs reprises avec la manufacture de Sèvres, notamment pour concevoir le service qui sera offert par la France pour le mariage de la princesse Elisabeth II d’Angleterre en 1947.
Il conçoit les quatre réverbères télescopiques du pont du Carrousel à Paris,, et de nombreuses réalisations que l'on peut encore voir aujourd'hui dans Paris, en province et à l'étranger.
Il crée du mobilier, des tables, des consoles, des lampes, des cache-radiateurs etc.
En 1958, il est élu membre de l’Académie des beaux-arts, et a conçu une quarante d'épées d'académiciens.
Raymond Subes meurt le 31 janvier 1970 et est inhumé au cimetière du Père-Lachaise (35e division) avec son épouse décédée en 1963. Son gendre Yves Millecamps est un artiste peintre, peintre cartonnier contemporain reconnu.

## Distinctions
- Commandeur de la Légion d'honneur (décret du 22 octobre 1952)[8]
- Médaille militaire (1914)
- Croix de guerre 1914–1918, palme de bronze
- Commandeur de l'ordre des Arts et des Lettres
- Commandeur de l'ordre des Palmes académiques

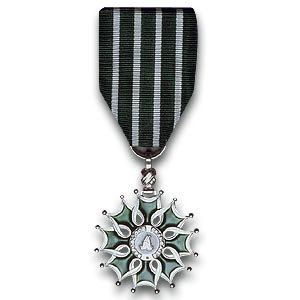
Médaille de chevalier
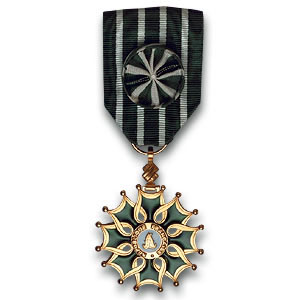
Médaille d'officier
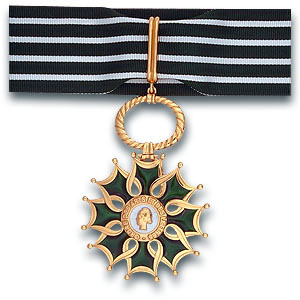
Médaille de commandeur

## Œuvres

### À Paris
- Monument-mémorial Philippe Leclerc de Hautecloque et de la 2e DB porte d'Orléans ;
- Portes d'entrée des serres du jardin des plantes ;
- Ferronneries pour le Palais de Chaillot ;
- Lampadaires du Pont du Carrousel ;
- Immeuble de la First citybank of New York, actuellement Galeries Lafayette Champs-Élysées[9] ;
- Grilles pour la BNP, 14 boulevard des Italiens ;
- Portail d'entrée de la Faculté des sciences de Jussieu Paris 06 (UPMC), quai Saint-Bernard ;
- Portails monumentaux et rampe de l'escalier d'honneur de l'annexe de la mairie du XIVe arrondissement de Paris ;
- Rampe de l'escalier du Palais d'Iéna, siège du Conseil économique, social et environnemental, Paris ;
- Porte en fer forgé du narthex et du chœur de l'ancienne abbatiale de Saint-Germain-des-Prés (Paris) pour le 14e centenaire de l'abbaye en 1958 ;
- Immeubles Walter ;
- Porte en ferronnerie du ministère de la Marine marchande, 3 place de Fontenoy à Paris (ensemble Fontenoy-Ségur) ;
- Ferronneries de l'église Saint-Léon de Paris dans le 15ème arrondissement ;
- Vases éclairants du salon Afrique[10] et luminaires du hall d'honneur[11] et grilles du Palais de la Porte Dorée ;
- Immeuble de City Bank of New York sur les Champs-Elysées.
- Le portail du siège de la Banque Dupont, aujourd'hui siège de la Banque transatlantique, Paris 8e;
- Les grilles du baptistère de l'église Saint-Jean-Bosco, Paris 20e (1933-1937) ;
- Le portail en fer forgé incrusté de cabochons de verre de l'église Sainte-Odile, Paris 17e;
- Mobilier de la salle des coffres de la Banque de France Champs-Elysées ;
- Institut Pasteur ;
- Caisse des dépôts et consignations ;

### Autour de Paris
- Rampe de l'escalier de la Maison de la jeunesse et de la culture Guy Môquet à La Courneuve en 1967 ;
- Porte en bronze de l'usine Dassault Aviation à Saint-Cloud ;
- Pont de Saint-Cloud ;
- Pont de Neuilly ;
- Grilles du Palais des Congrès d'Issy-les-Moulineaux ;
- Statue de Notre-Dame de France pour l'exposition de 1937, sur le dessin du sculpteur Roger de Villiers ;
- Porte monumentale et rampes d'escalier du lycée Marie-Curie (Sceaux).
- Ferronneries de l'église Saint-Louis de Vincennes ;
- la croix couronnant le clocher de l'église Saint-Louis à Villemomble (1926) ;
- la grille d'entrée de l'église Sainte-Thérèse à Élisabethville (1927-1928)

### En province
- Les ferronneries (grilles des fenêtres et portes) de la Maison d'Haussy (1928, architecte Roger-Henri Expert) à Villeneuve-d'Ascq ;
- Portail d'entrée de la Faculté des sciences Bordeaux 1 ;
- Ferronnerie de l'église Saint-Louis de Rouvroy ;
- Grille de l'hôtel de ville d'Arras ;
- Grille d'entrée du lycée Racan à Château-du-Loir (disparue) ;
- Grille d'entrée du lycée Dumont-d'Urville à Caen ;
- Grilles d'entrée rétractables et rampe d'escalier de l'ancienne chambre de commerce de Caen (escalier détruit en 2003, grille inscrite la même année) ;
- Portes magistrales de l'amphi Daure à l'Université de Caen (Campus 1) ;
- Rampe d'escalier de l'hôtel Malherbe à Caen et statue de Malherbe ornant le hall ;
- Grilles arrière du lycée Laplace de Caen (actuel lycée Dumont d'Urville) ;
- Rampe de l'escalier du Palais des Consuls, Rouen ;
- Mobilier de la cathédrale de Rouen en 1955 ;
- Balcon et grilles de la Grande pharmacie du centre, Rouen[12] ;
- Rampe d'escalier de la halle aux Toiles à Rouen ;
- Rampe de l'escalier des matines à l'abbaye du Bec-Hellouin (Eure) ;
- Porte monumentale de la Bibliothèque d'étude et du patrimoine de Toulouse ;
- Grilles d'entrée de l'hôtel de ville de Nantes ;
- Grilles de l'église Saint-Pierre de Roye (Somme) ;
- Grilles de la préfecture de Cahors ;
- Croix en fer forgée du clocher-porche de la basilique de Saint-Quentin ;
- Grilles du portail d'honneur du château de Goutelas en 1965.

Réalisations à Paris et en proche banlieue.
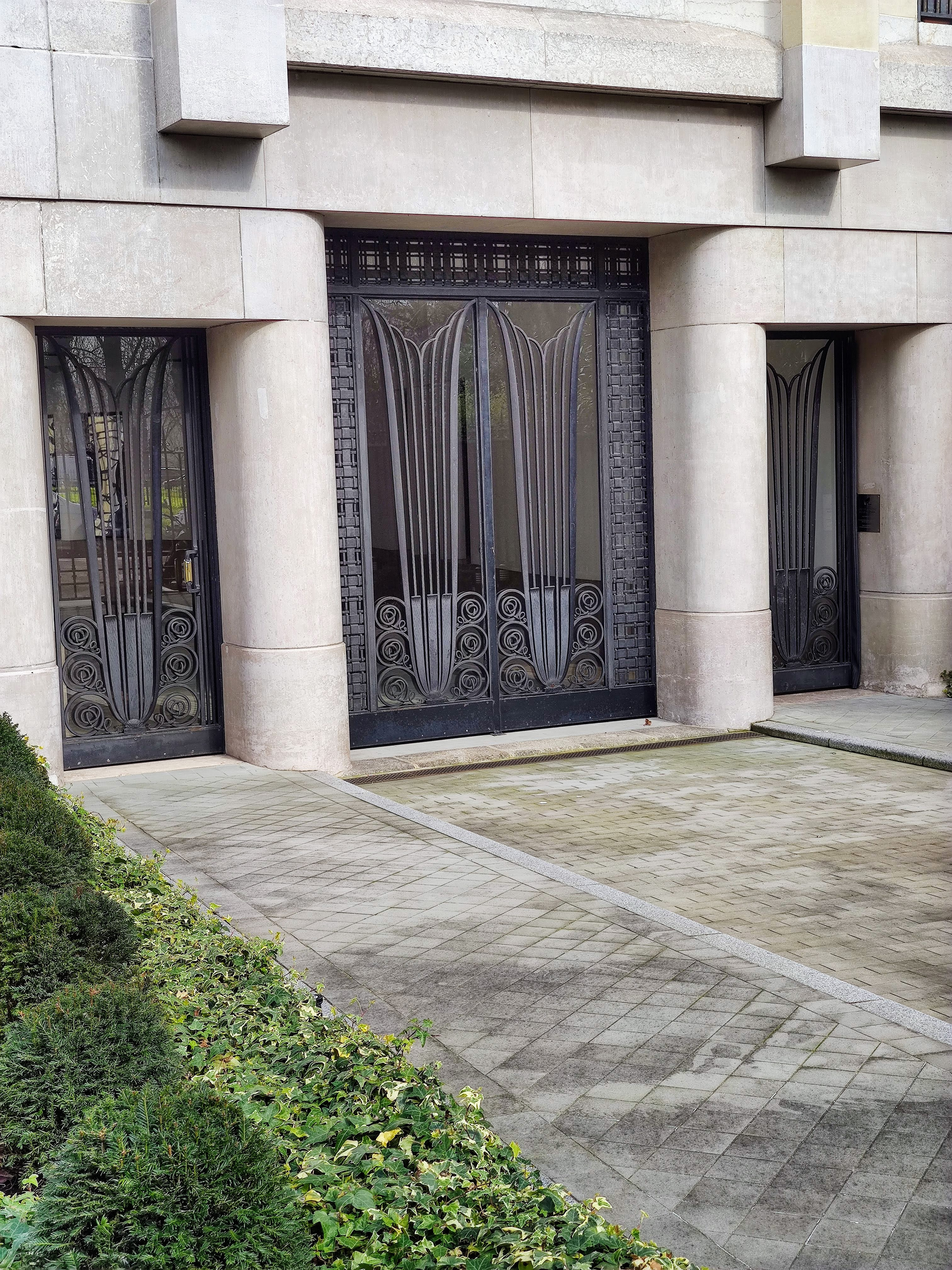
Entrée du 8 bis, boulevard Maillot, Neuilly-sur-Seine (1926).
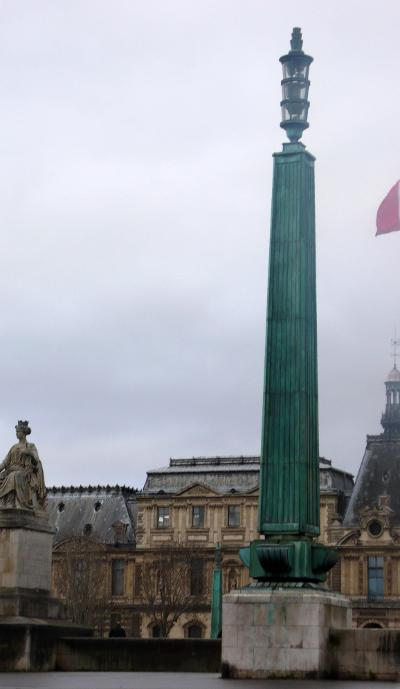
Lampadaire du pont du Carrousel, Paris.
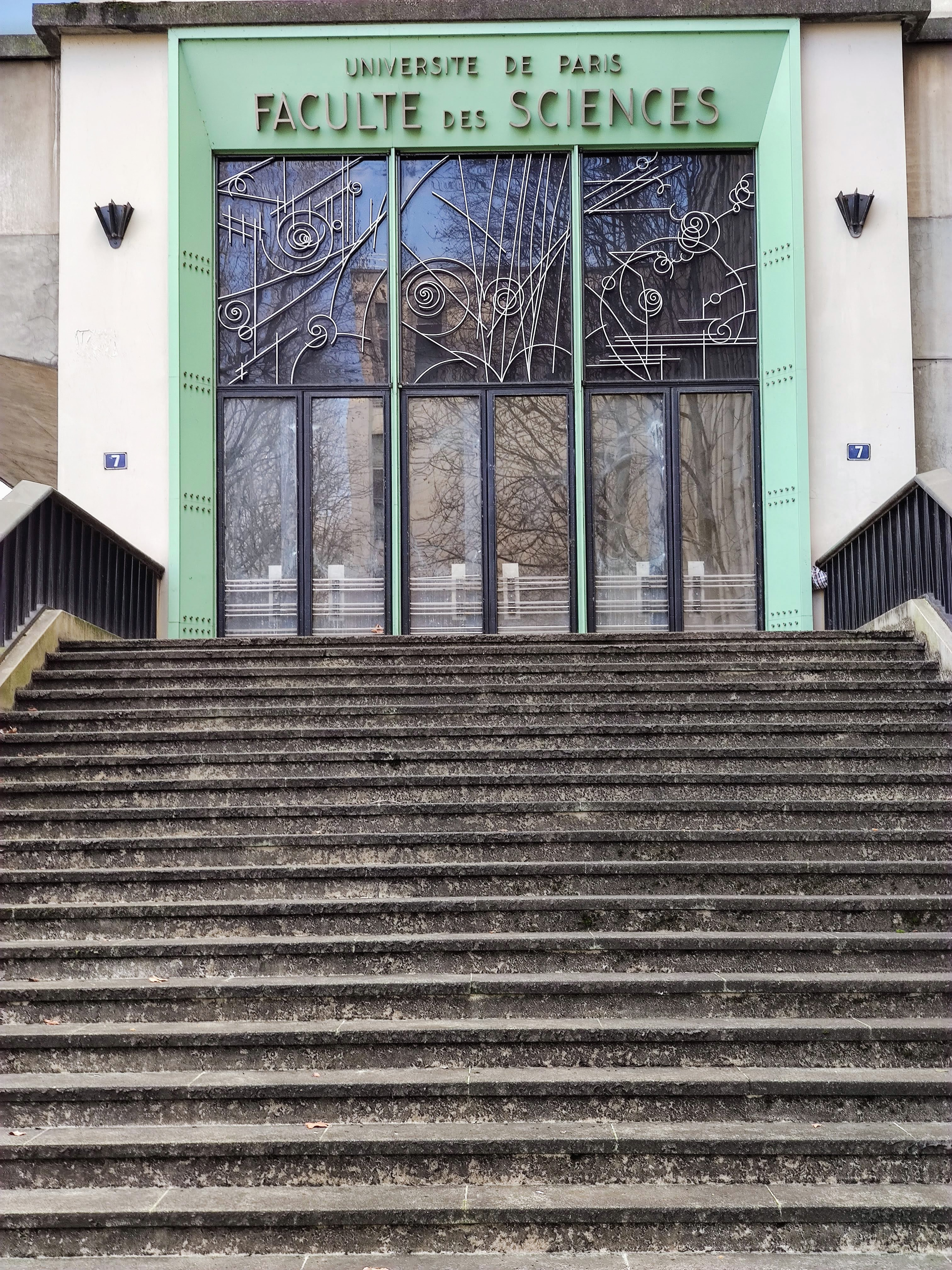
Entrée de la Faculté des sciences, quai Saint-Bernard, Paris 5e.
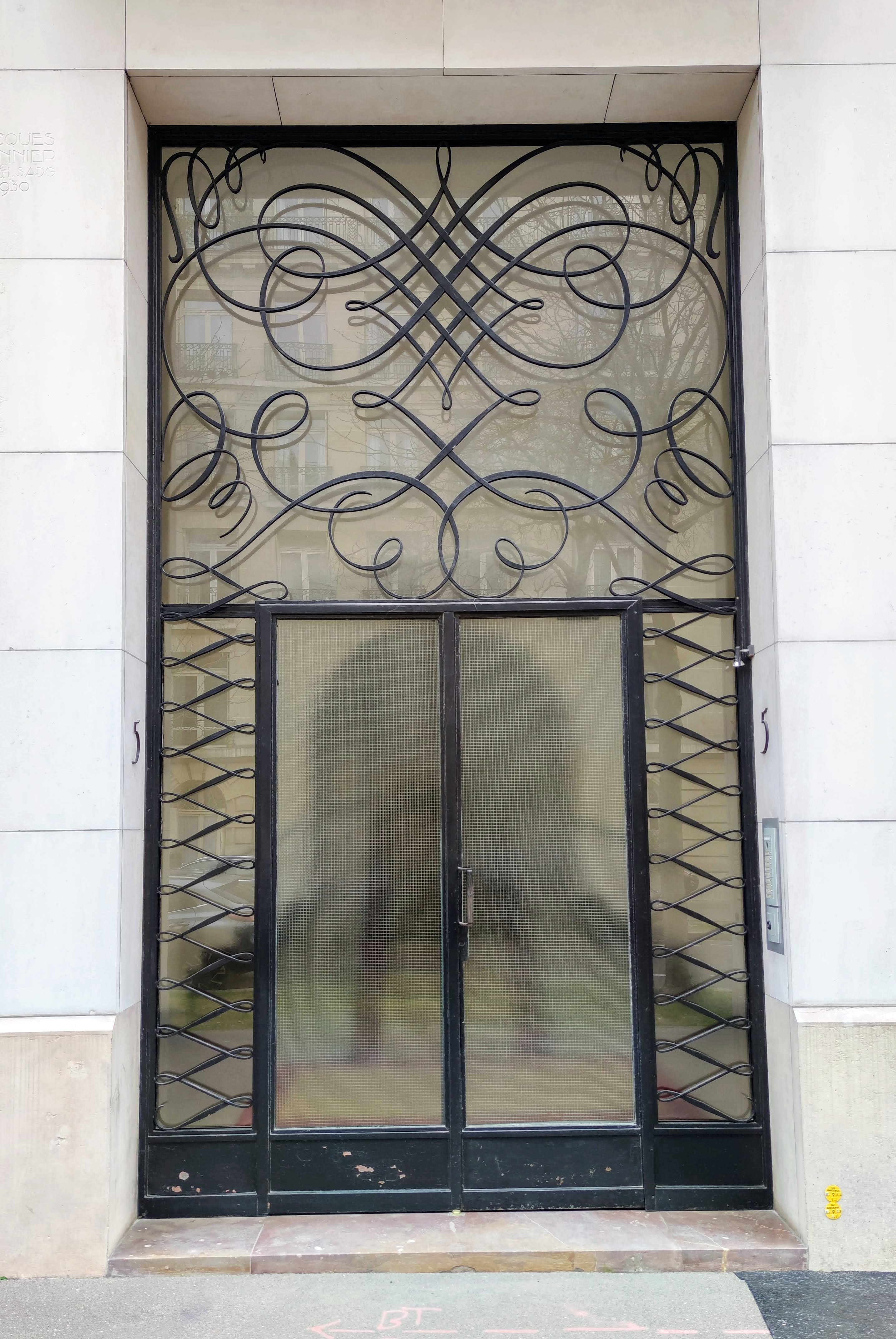
Entrée du 5, avenue Émile-Acollas, Paris 7e.
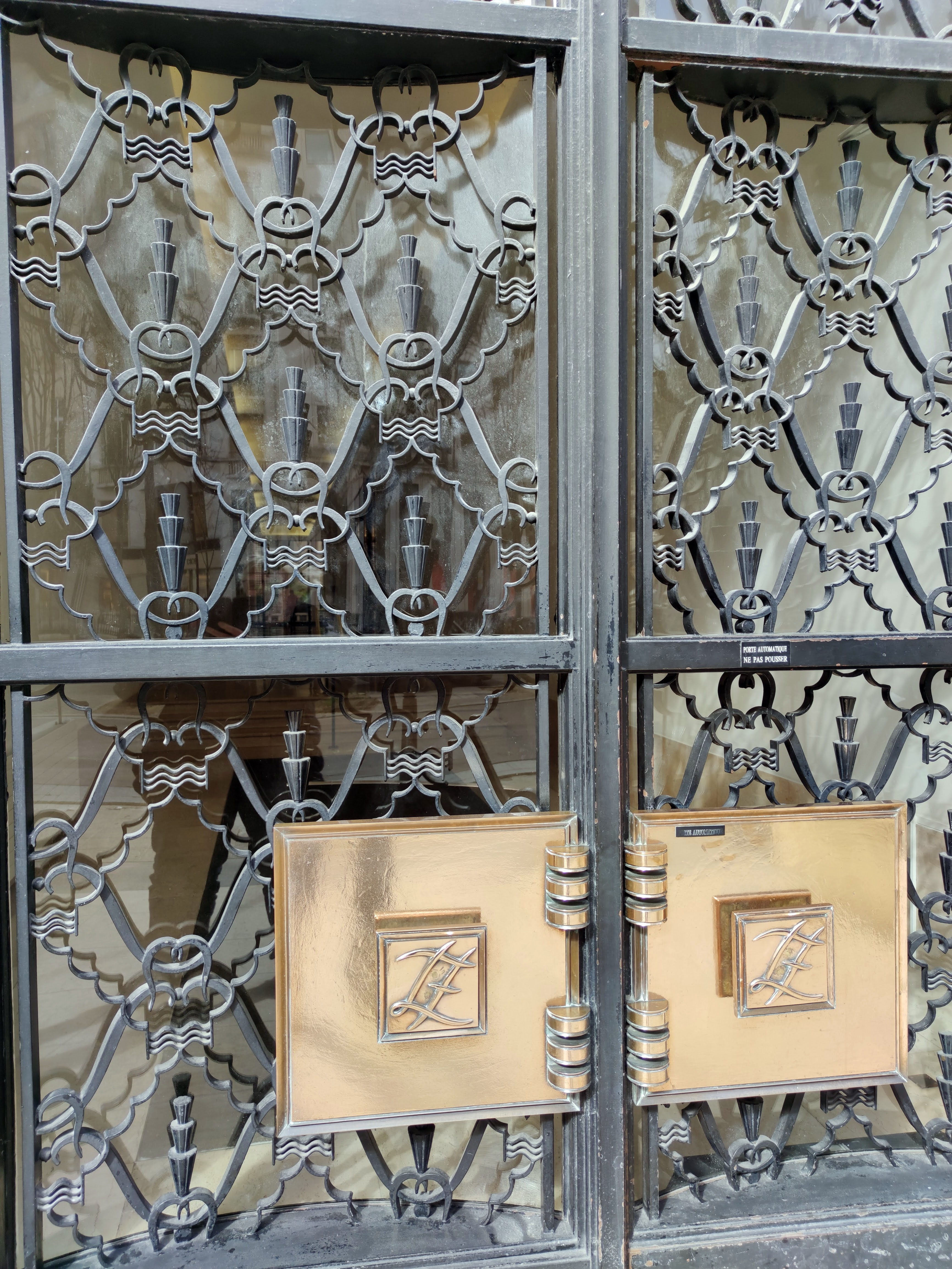
Entrée du 33, avenue Montaigne, Paris 8e (détail).